# 屏東縣私立美和高級中學
屏東縣私立美和高級中學，簡稱美和中學，位於屏東縣內埔鄉的一所兼具國中、高中與高職的私立高級中等學校。

## 校史
- 1961年創辦學校。
- 1964年增設高中部
- 1970年成立棒球隊。
- 1978年增設職業部電子科。
- 1979年增設電工科。

## 外部連結
- 美和高中 （页面存档备份，存于）
- 屏東縣私立美和高級中學在台灣棒球維基館上的頁面（繁體中文）